# Wasbenzine

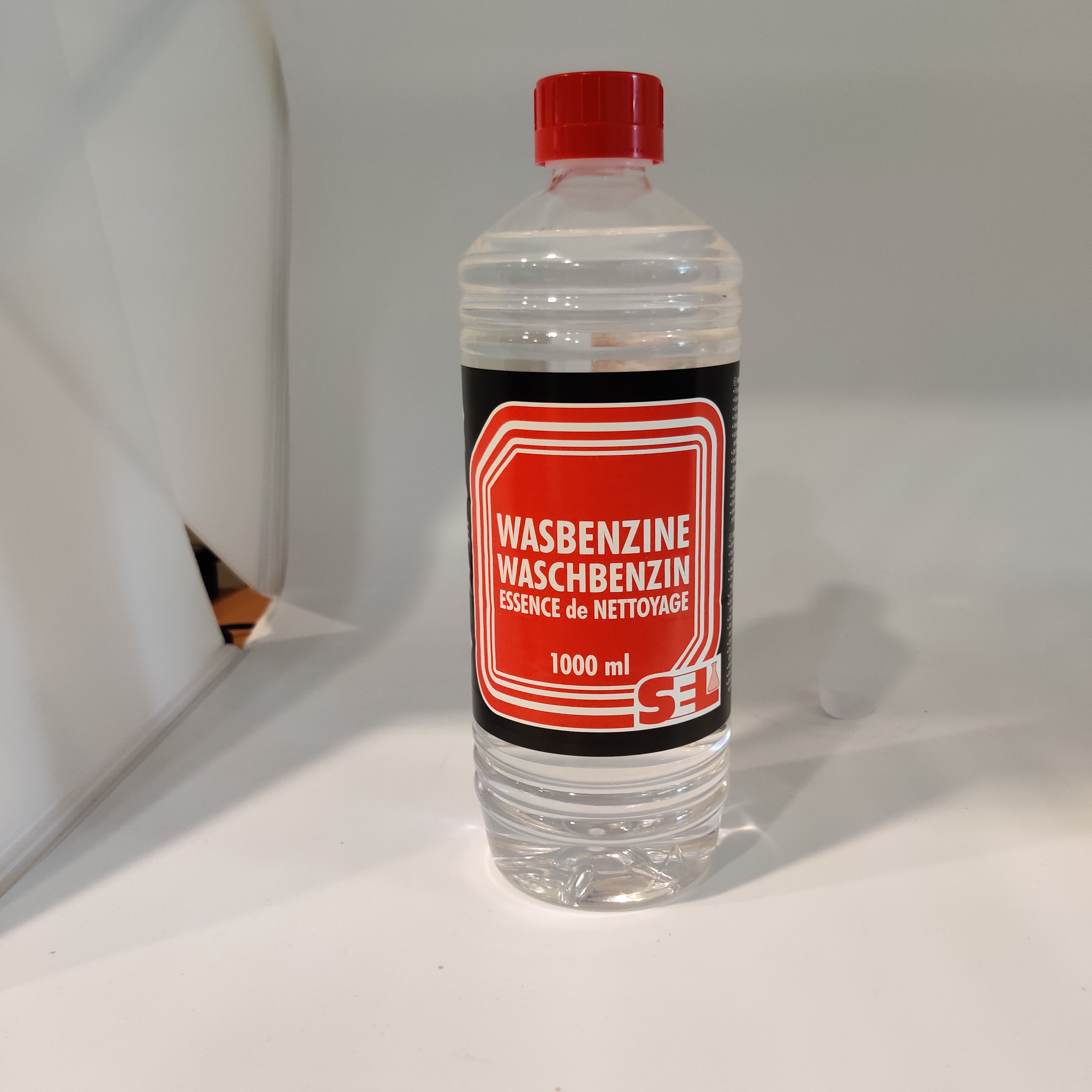
Literfles wasbenzine uit de supermarkt

Wasbenzine is een oplosmiddel dat bestaat uit een mengsel van verzadigde koolwaterstoffen met 7 tot en met 9 koolstofatomen. Dit zijn  vluchtige organische stoffen (VOS). Het wordt geproduceerd door de  raffinage van aardolie. Het middel wordt gebruikt voor ontvetten en schoonmaken.  
De naam 'wasbenzine' geeft aan dat er ook mee gewassen kan worden. Het middel is daadwerkelijk bruikbaar om kleding mee te wassen, namelijk voor het verwijderen van vet en jusvlekken. Na het wassen is het vet weer te scheiden van de wasbenzine door destillatie. Dit is een gevaarlijk karwei, niet alleen vanwege de brandbaarheid van wasbenzine maar ook vanwege de giftige damp.
Toepassingen van wasbenzine:
- Wassen van kleding
- Verwijderen van stickers en (oude) stickerresten
- Schoonmaken van binnenband (bijvoorbeeld fiets) alvorens solutie (lijm) aan te brengen; dit werkt beter dan schuren omdat eventueel vuil wordt opgelost en afgevoerd en niet wordt uitgesmeerd

Wasbenzine is minder schadelijk dan thinner of terpentine.
Wasbenzine is ook een verdunner en een reinigingsmiddel. Het wordt ook gebruikt als aanstekerbenzine en in sommige soorten benzinebranders. In vergelijking met autobenzine is het een relatief schone brandstof, vanwege het ontbreken van chemische aditieven, zoals  MTBE, en doordat het geen  aromatische koolwaterstoffen bevat, zoals benzeen en tolueen.